# Atletica leggera ai XVII Giochi paralimpici estivi - Getto del peso F55 maschile
Ai XVII Giochi paralimpici estivi la competizione del getto del peso maschile F55 si è svolta il giorno 30 agosto 2024 presso lo Stade de France di Parigi. Possono partecipare alla gara le atlete appartenenti alle classi F55 e F54.

## Situazione pre-gara

### Record

#### F55
Prima di questa competizione, il record del mondo, il record paralimpico e i record continentali F55 erano i seguenti.
| Record              | Prestazione | Atleta                 | Data e luogo                                | Competizione                         |
| ------------------- | ----------- | ---------------------- | ------------------------------------------- | ------------------------------------ |
| Record mondiale     | 12,68 m     | Ruždi Ruždi Bulgaria   | 9 luglio 2023 Parigi, Francia               | Campionati mondiali paralimpici 2023 |
| Record paralimpico  | 12,63 m     | Wallace Santos Brasile | 27 agosto 2021 Tokyo, Giappone              | XVI Giochi paralimpici estivi        |
| Record africano     | 11,46 m     | Mourad Bachir Algeria  | 28 giugno 2019 Tunisi, Tunisia              | Tunis International Meeting          |
| Record panamericano | 12,63 m     | Wallace Santos Brasile | 27 agosto 2021 Tokyo, Giappone              | XVI Giochi paralimpici estivi        |
| Record asiatico     | 12,43 m     | Hamed Amiri Iran       | 15 febbraio 2024 Dubai, Emirati Arabi Uniti | Fazza International Championships    |
| Record europeo      | 12,68 m     | Ruždi Ruždi Bulgaria   | 9 luglio 2023 Parigi, Francia               | Campionati mondiali paralimpici 2023 |
| Record oceaniano    | 9,60 m      | Terry Giddy Australia  | 22 febbraio 2003 Canberra, Australia        |                                      |

#### F54
Prima di questa competizione, il record del mondo, il record paralimpico e i record continentali F54 erano i seguenti.
| Record              | Prestazione | Atleta                                | Data e luogo                              | Competizione                  |
| ------------------- | ----------- | ------------------------------------- | ----------------------------------------- | ----------------------------- |
| Record mondiale     | 12,06 m     | Sergei Sokulskii RPC                  | 27 agosto 2021 Tokyo, Giappone            | XVI Giochi paralimpici estivi |
| Record paralimpico  | 12,06 m     | Sergei Sokulskii RPC                  | 27 agosto 2021 Tokyo, Giappone            | XVI Giochi paralimpici estivi |
| Record africano     | 8,01 m      | Ivan Du-Preez Sudafrica               | 22 marzo 2003 Germiston, Sudafrica        |                               |
| Record panamericano | 10,56 m     | Johnatan Abel Salinas Ventura Messico | 28 aprile 2023 Xalapa, Messico            |                               |
| Record asiatico     | 11,40 m     | Hamed Amiri Iran                      | 16 settembre 2016 Rio de Janeiro, Brasile | XV Giochi paralimpici estivi  |
| Record europeo      | 12,06 m     | Sergei Sokulskii RPC                  | 27 agosto 2021 Tokyo, Giappone            | XVI Giochi paralimpici estivi |
| Record oceaniano    | 9,28 m      | Bruce Wallrodt Australia              | 22 febbraio 2003 Canberra, Australia      |                               |

### Campioni in carica
I campioni in carica a livello mondiale erano i seguenti.
| Campione    | Atleta                 | Prestazione | Data e luogo                   | Competizione                         |
| ----------- | ---------------------- | ----------- | ------------------------------ | ------------------------------------ |
| Paralimpico | Wallace Santos Brasile | 12,63 m     | 27 agosto 2021 Tokyo, Giappone | XVI Giochi paralimpici estivi        |
| Mondiale    | Ruždi Ruždi Bulgaria   | 12,04 m     | 17 maggio 2024 Kōbe, Giappone  | Campionati mondiali paralimpici 2024 |

### La stagione

#### F55
Prima di questa gara, gli atleti con le migliori tre prestazioni F55 mondiali dell'anno erano:
| Pos. | Atleta               | Prestazione | Data e luogo                                |
| ---- | -------------------- | ----------- | ------------------------------------------- |
| 1    | Hamed Amiri Iran     | 12,43 m     | 15 febbraio 2024 Dubai, Emirati Arabi Uniti |
| 2    | Zafar Zaker Iran     | 12,08 m     | 14 giugno 2024 Tehran, Iran                 |
| 3    | Ruždi Ruždi Bulgaria | 12,04 m     | 17 maggio 2024 Kōbe, Giappone               |

#### F54
Prima di questa gara, gli atleti con le migliori tre prestazioni F54 mondiali dell'anno erano:
| Pos. | Atleta                                       | Prestazione | Data e luogo                          |
| ---- | -------------------------------------------- | ----------- | ------------------------------------- |
| 1    | Sergei Sokulskii Atleti Paralimpici Neutrali | 11,37 m     | 13 giugno 2024 Parigi, Francia        |
| 2    | Jean-François Maitre Francia                 | 11,10 m     | 4 maggio 2024 Maisons-Alfort, Francia |
| 3    | Johnatan Abel Salinas Ventura Messico        | 10,48 m     | 1º giugno 2024 Tempe, Stati Uniti     |